# سرجس أدنى
سرجاس أدنى (الاسم العلمي:Sargassum minimum) هو نوع من الطلائعيات يتبع جنس السرجاس من فصيلة السرجاسية.